# دخمه زرتشتیان کرمان
دخمهٔ زرتشتیان کرمان یکی از آثار معماری بسیار ارزشمند آیینی در مجاورت شهر کرمان است که قدمت آن به سالهای ۱۲۳۳ تا ۱۲۶۱ هجری شمسی می‌رسد. در کنار آن دخمه قدیمی تر و اصلی قرار گرفته که تاریخ ساخت آن به دوران ساسانی است. از حدود سالهای ۱۳۲۰ هجری شمسی که شیوهٔ دفن زرتشتیان به دلایل بهداشتی و اجتماعی تغییر کرد، این دخمه نیز متروکه شده‌است.

## پیشینه
پس از ورود اسلام با وجود محدودیتها زرتشتیان بخشهای زیادی از آیینهای خود را نگاه داشتند. به تدریج زرتشتیان فارس و خراسان به سیستان و مکران رفته و عده‌ای نیز به هند مهاجرت کردند زرتشتیان هند که توانسته بودند موقعیت اجتماعی قوی را به دست آورند پس از با خبر شدن از اوضاع زرتشتیان ایران در دوران قاجار انجمنی با عنوان انجمن بهبودی حال زرتشتیان ایران تشکیل داده و نماینده‌ای به نام مانکجی لیمجی هاتریا را به ایران فرستادند تا در جهت بهبود حال زرتشتیان ایران اقداماتی را انجام دهد. مانکجی در سال ۱۲۳۳ هـ. ش و در زمان ناصرالدین شاه قاجار به ایران آمده و نزدیک به ۲۸ سال در ایران به اصلاح امور زرتشتیان پرداخت که ازجمله اقدامات وی بازسازی دخمه‌های کرمان و یزد بود. دخمه شهر کرمان معروف به دخمه مانکجی در حومهٔ شهر و در نزدیکی روستای سیدی در مسیر کرمان – زرند و در فاصلهٔ ۵ کیلومتری شمال شهر کرمان بر فراز کوهی کم ارتفاع و در کنار دخمه قدیمی کرمان قرار گرفته‌است.
در قسمت پایین این دخمه‌ها ساختمان‌های مربوط به آنها دیده می‌شوند. ساختمان‌هایی که در آنها مراسم آیینی و مذهبی انجام می‌شده و ساختمانی که دخمه بان در آن زندگی می‌کرده‌است. این محوطه تاریخی دربردارنده دو دخمه تقریباً مشابه با ساختار فیزیکی و معنایی اصیل است که در ادوار تاریخی متفاوتی (ساسانی و قاجاریه) شکل گرفته‌اند، به همان صورت اولیهٔ خود باقی مانده‌اند دخمه ساسانی آسیبهای فراوان دیده در صورتی که ساختمان دخمه مانکجی تقریباً سالم مانده‌است.

## معماری
به‌طور کلی، معماری دخمه‌ها از لحاظ کالبدی شامل پنج قسمت است :دیوار برج دخمه، استودان، پاوی، پلکان و درب ورودی و اتاق دخمه بان.
از آنجا که دخمه باید سالیان طولانی دوام بیاورد، در ساخت آن از سنگ لاشه و ملات کاهگل استفاده شده‌است. در کف بنا نیز به منظور پیشگیری از آلوده شدن عنصر مقدس خاک از سنگ استفاده شده تا اجساد روی سنگ قرار بگیرند. از دیدگاه مکان‌یابی نیز با انتخاب محلی دور از شهر و آبادی و با تأکید بر قرار نگرفتن در معرض بادهای غالب شهر دخمه‌ها بر روی بلندی ساخته می‌شدند تا باد بوی مردار و آلودگی و میکروب را به شهر انتقال ندهد.
ارزش اجتماعی و فرهنگی مکان دخمه ساسانی که به نظر می‌رسد با نگاهی عملکرد گرایانه برای برآورده کردن نیاز آدمیانی که در یک سکونتگاه جمعی می‌زیسته‌اند را همراه با حرمت گذاری برای نوع انسان به شکلی بومی محلی پاسخگویی کند. در حالی که در دخمه مانکجی که با هدف تداوم و ساماندهی مفاهیم معنوی موجود در آیین زرتشت و جامعه زرتشتیان ایران بنا نهاده شده‌است به جنبه‌های فرمالیستی معماری نیز اهمیت داده شده تا اثر با تکرار الگویی یکسان (گزینش فرم دایره برای پلان دخمه‌های ساخته شده در دوران قاجار در مناطق مختلف ایران توسط زرتشتیان هند مانند دخمه‌های ساخته شده در هندوستان).

## دخمه گذاری (تدفین)
در تعالیم زرتشت دفن کردن مردگان گناهی بزرگ به‌شمار می‌رود زیرا جسد و هر چه را که با آن در تماس باشد آلوده و ناپاک می‌دانستند و معتقد بودند اگر جسد با خاک در تماس باشد آن را آلوده می‌کند. عناصر اربعه در آیین زرتشتی خاک و آب و آتش و باد بوده و در این دین آلوده کردن آنها جایز نیست. به همین دلیل باید جسد را در دسترس جانوران لاشه خوار یا در بالای برج‌های خاموش گذاشت. به همین منظور زرتشتیان برای دفن (از بین بردن) اجساد مردگان خود از محل‌هایی به نام دخمه (برج خاموش) استفاده می‌کردند و اجساد مردگان را درون دخمه می‌گذاشتند تا توسط پرندگان از بین رفته و سپس استخوان‌ها را در بخش میانی دخمه با عنوان استودان می‌ریختند.

## نگارخانه

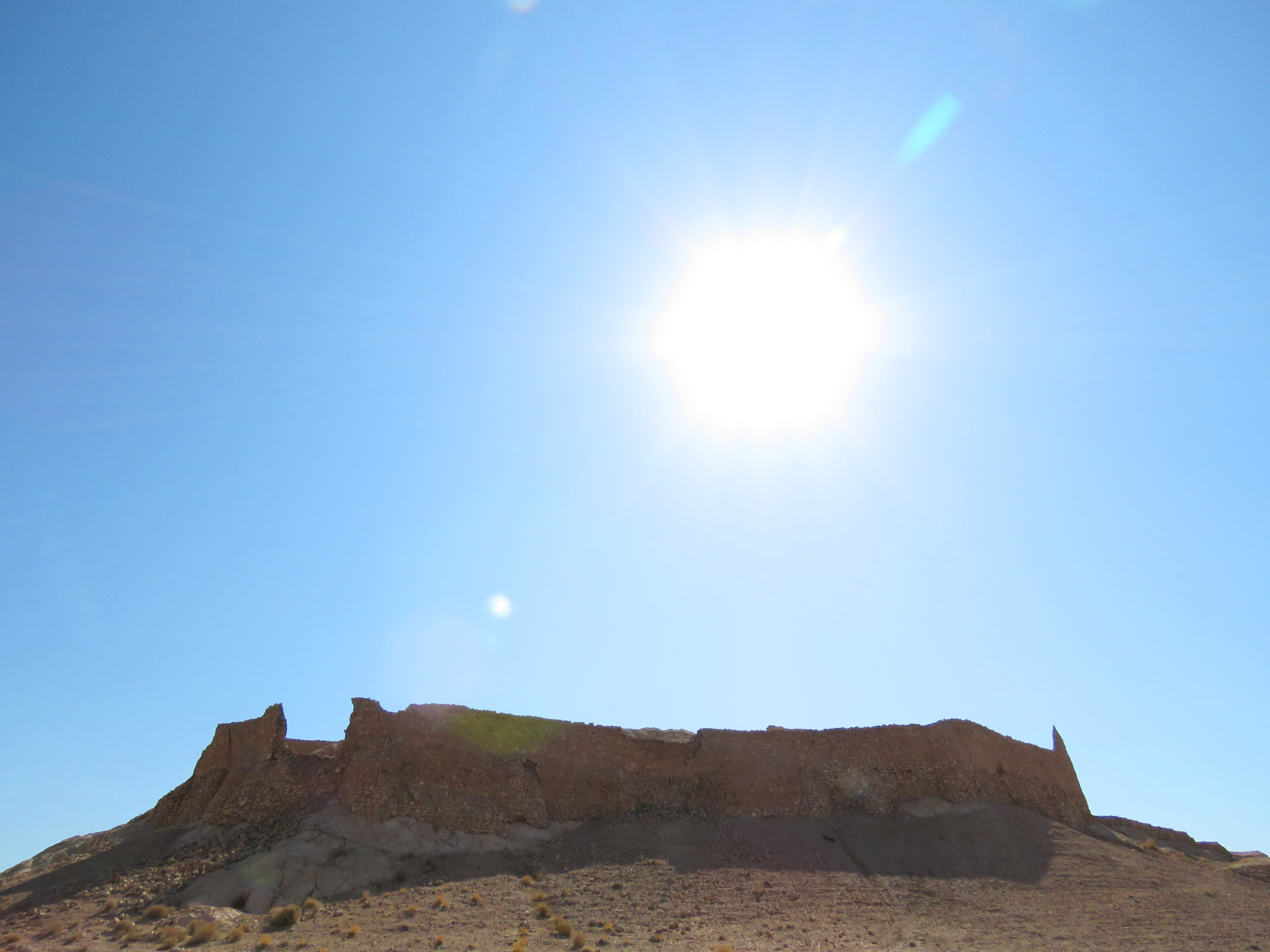
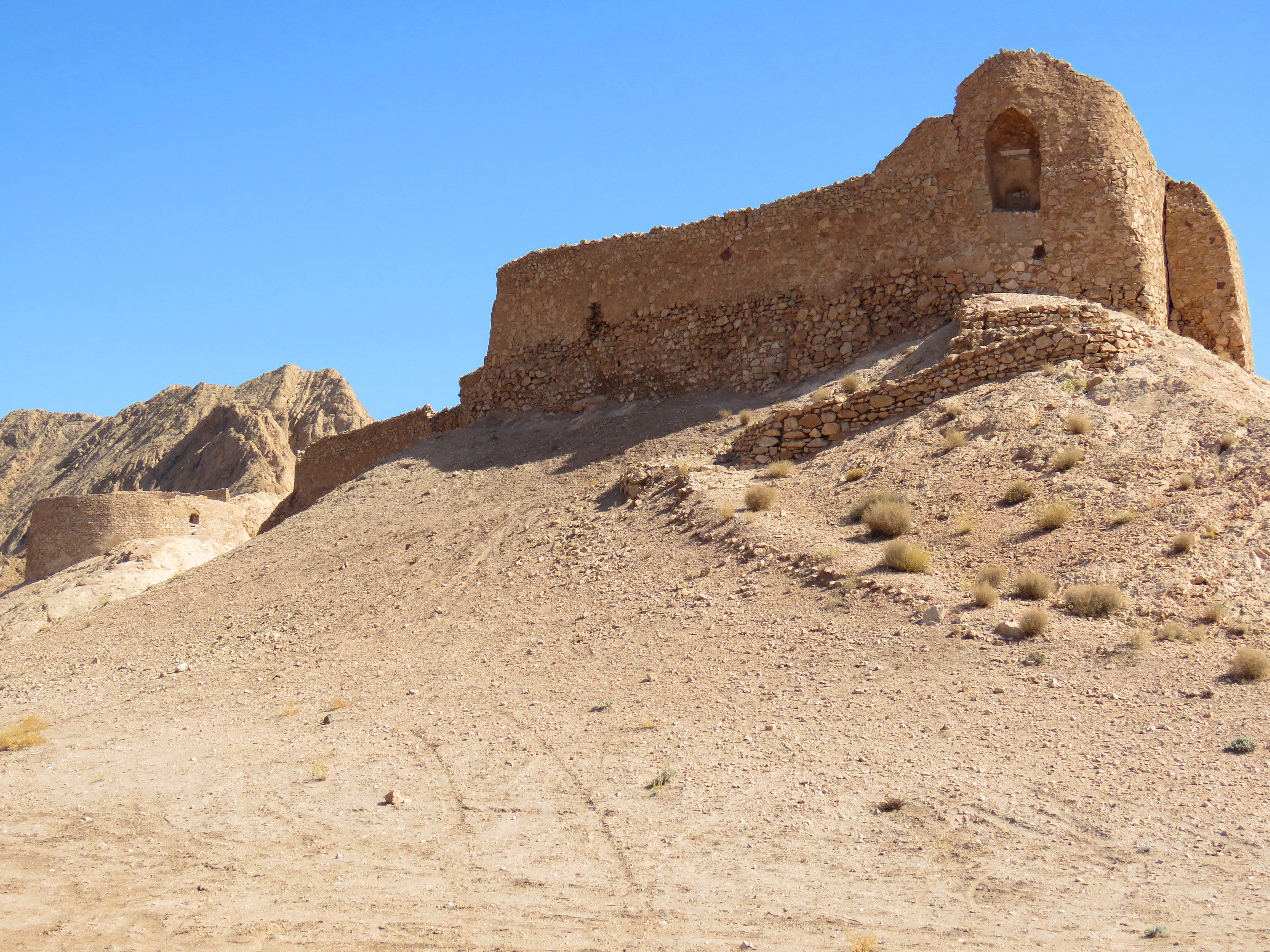
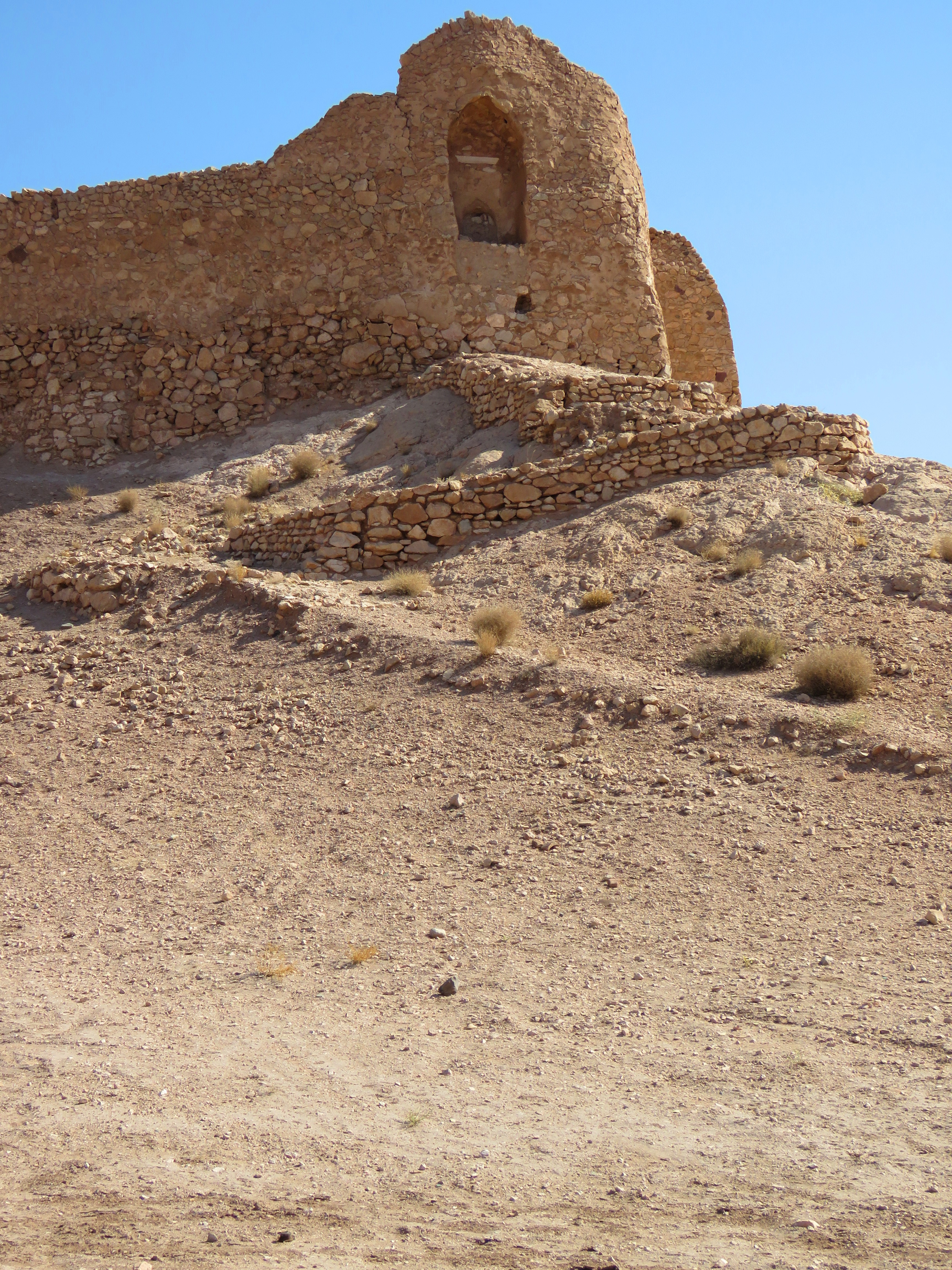
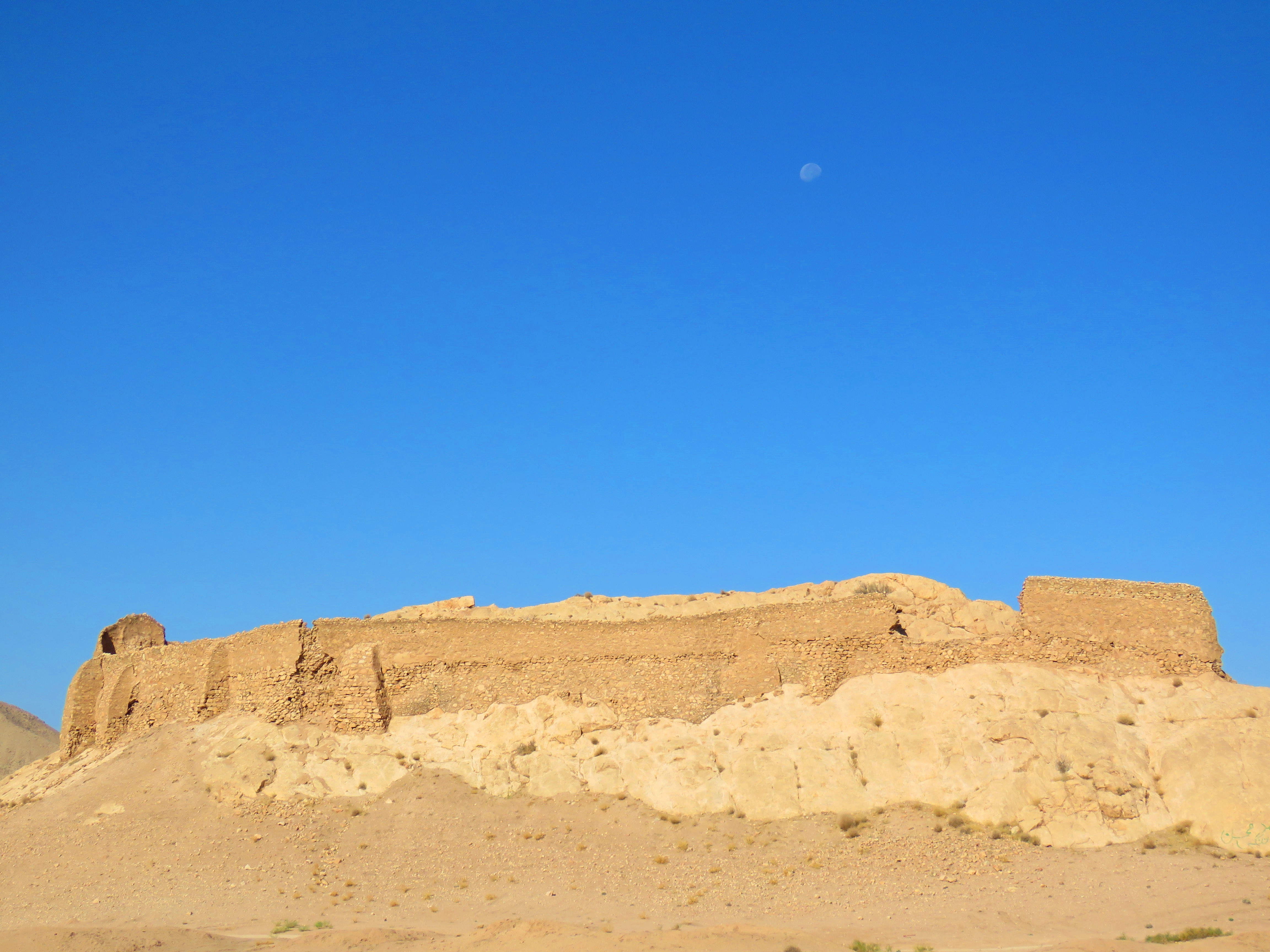
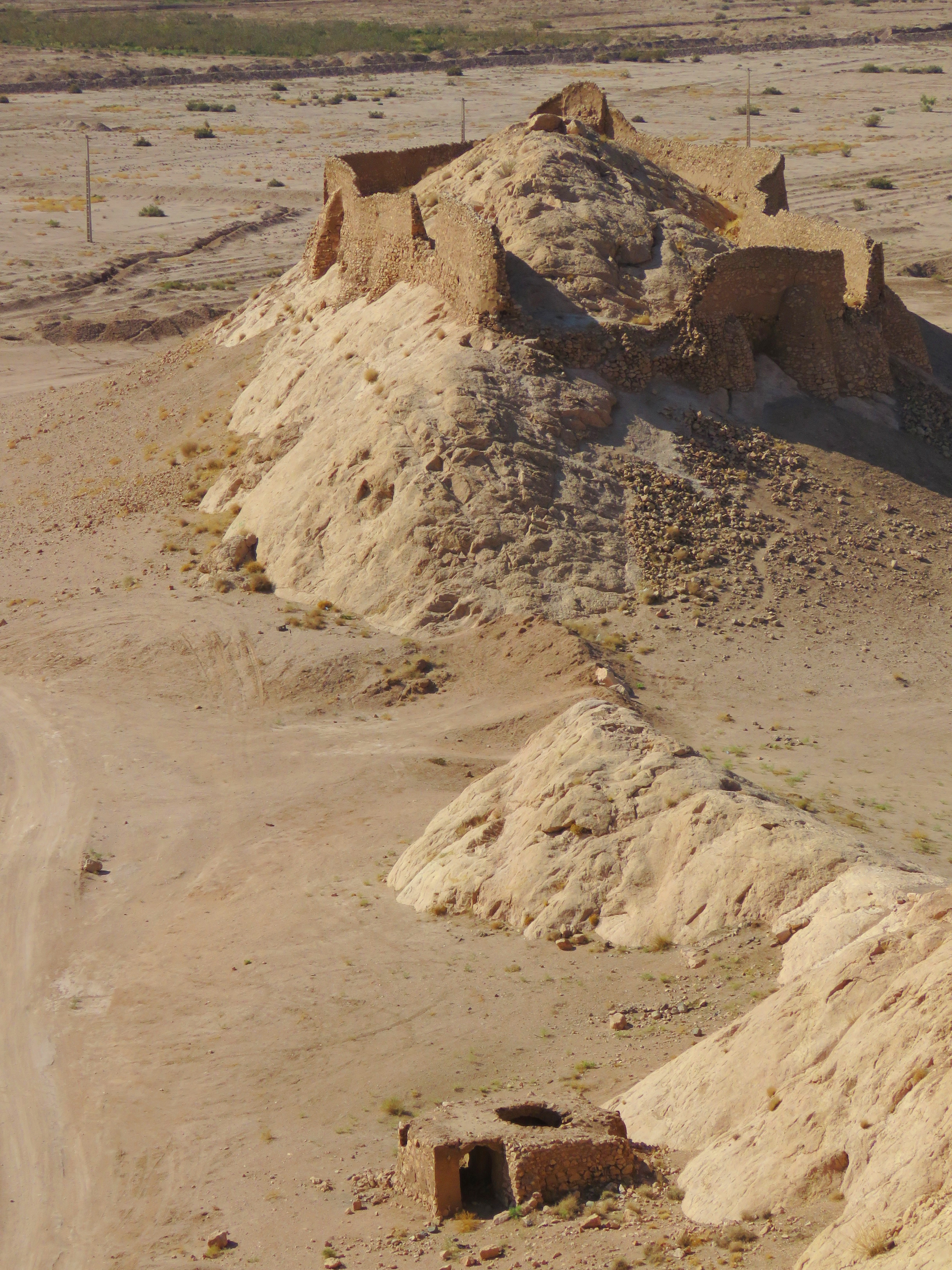
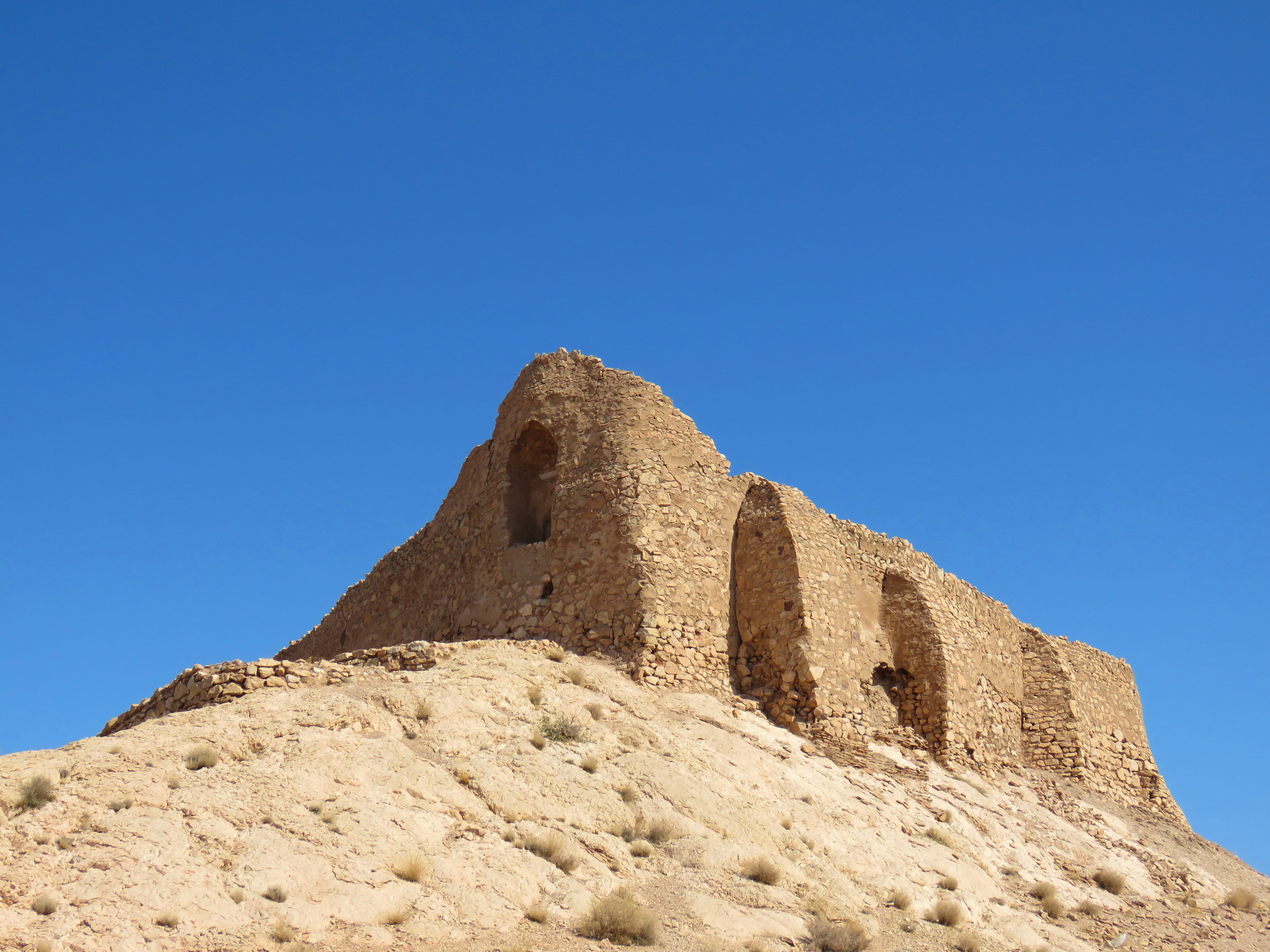
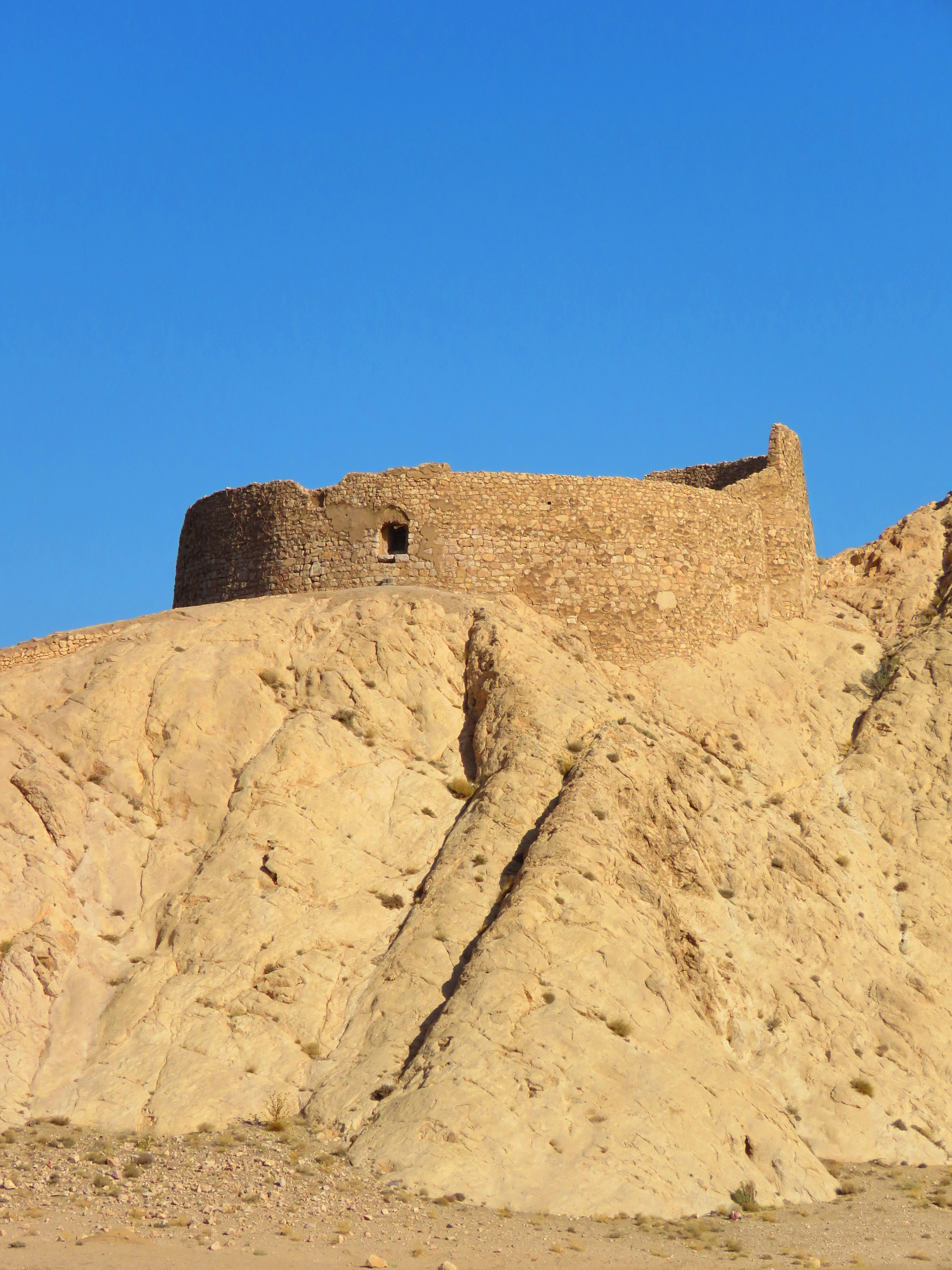
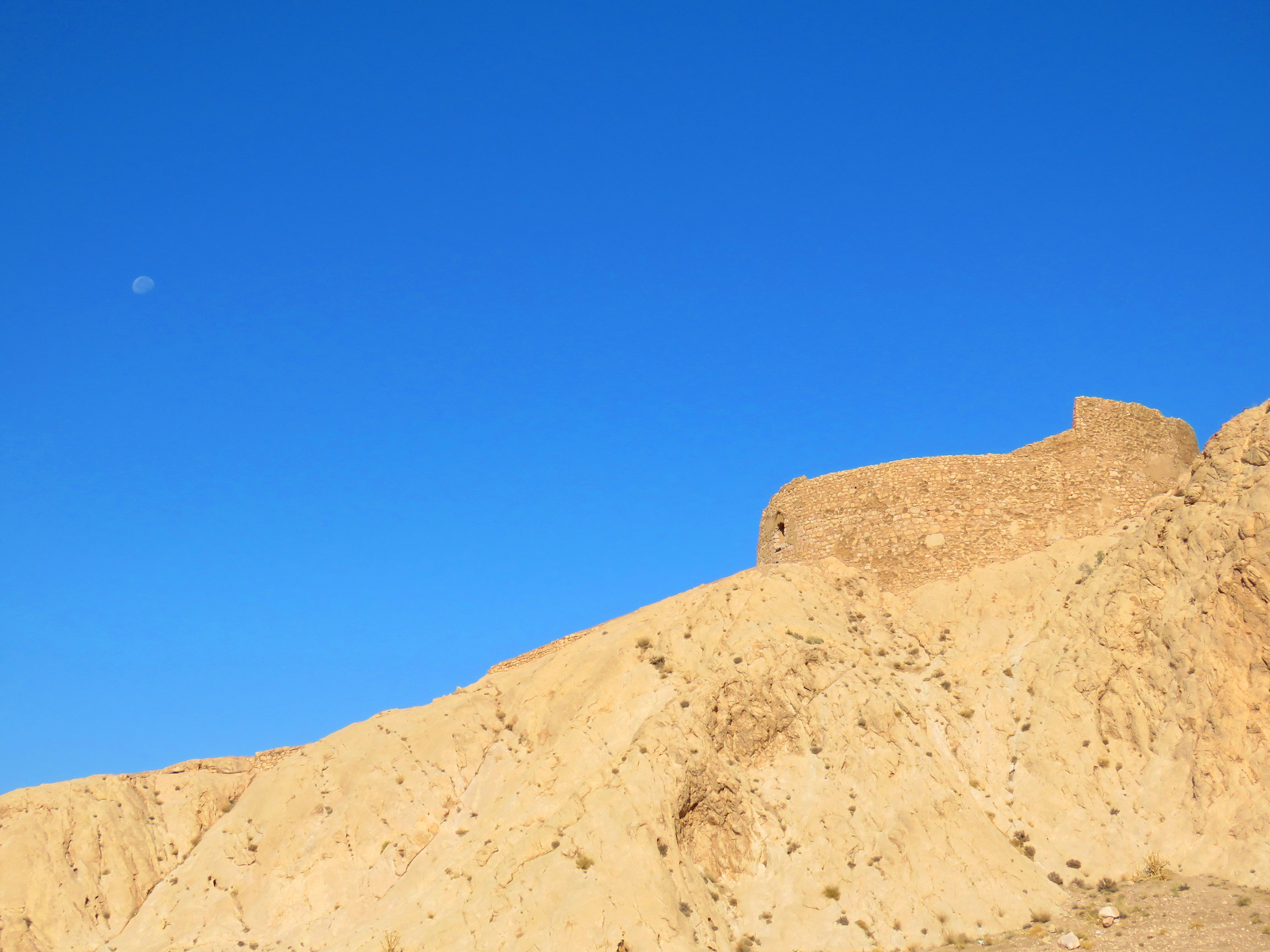
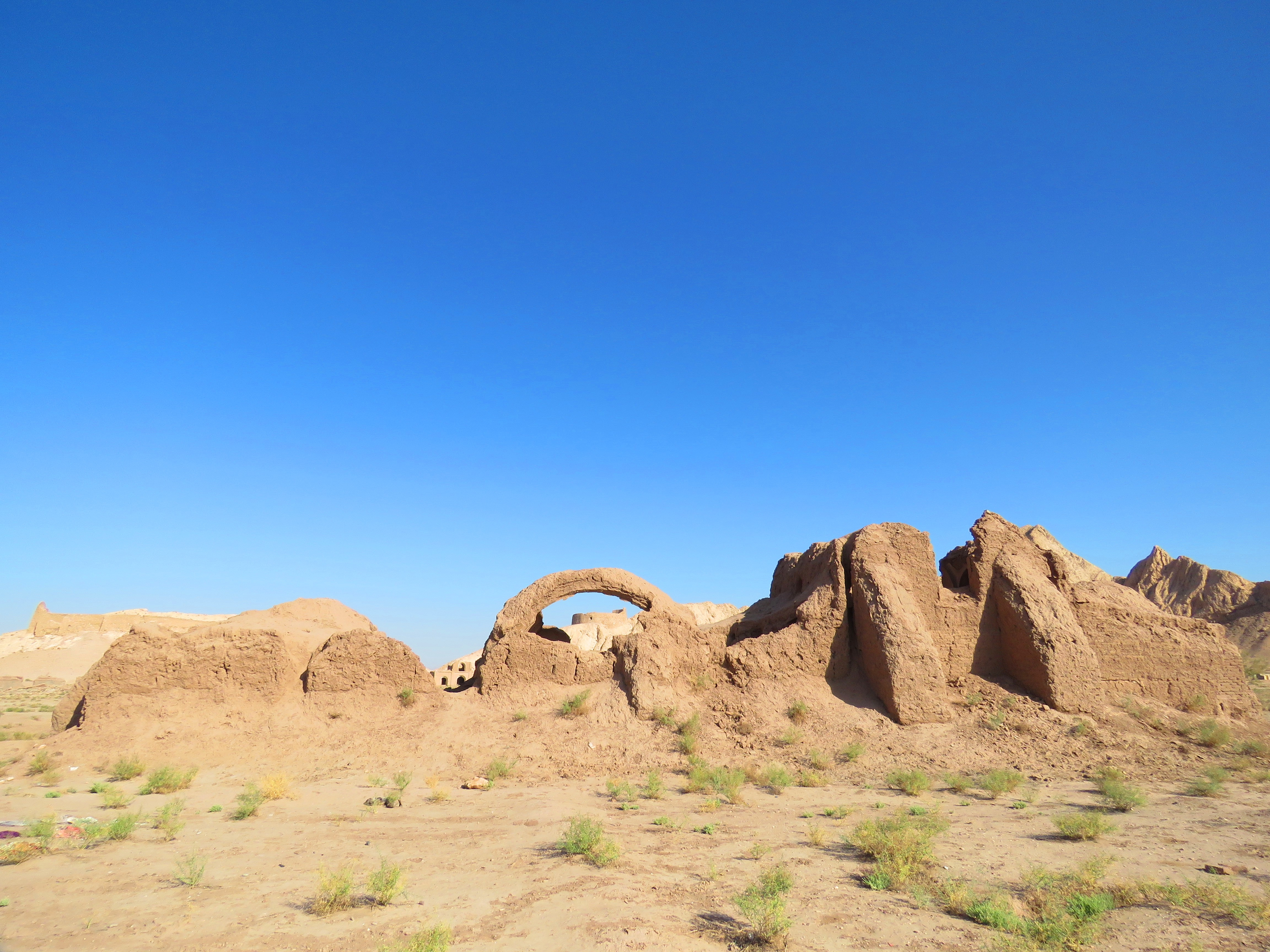
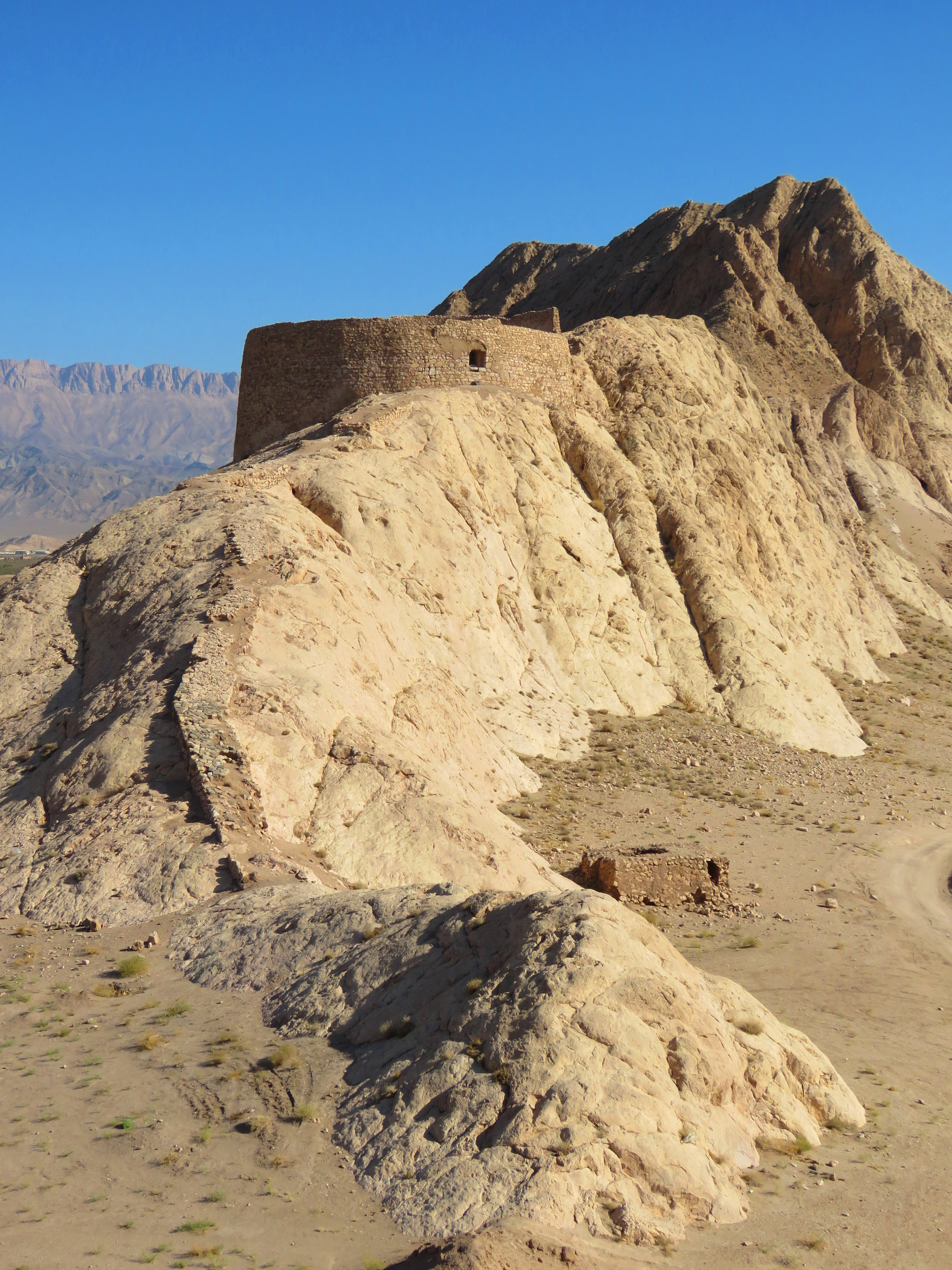
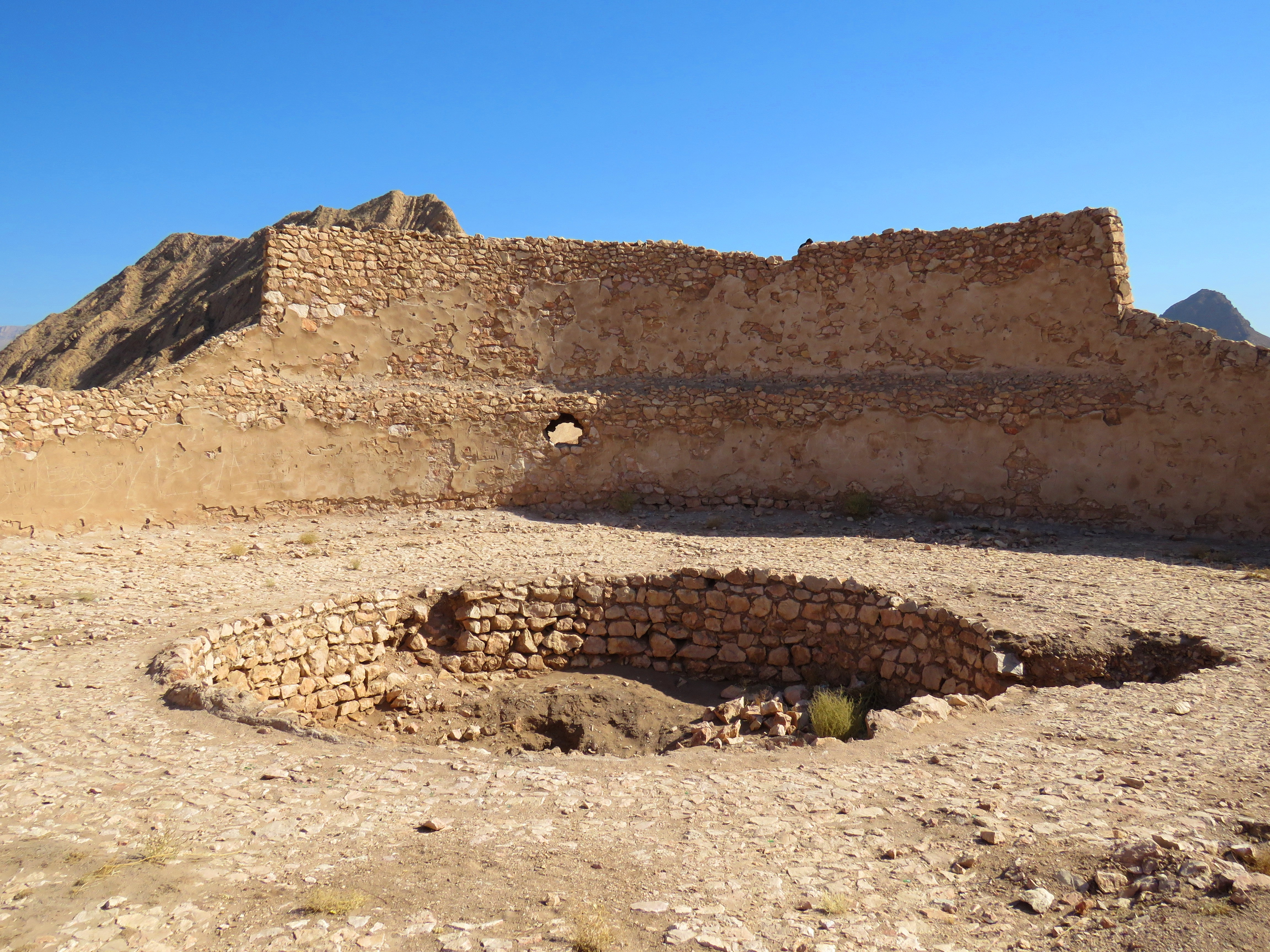
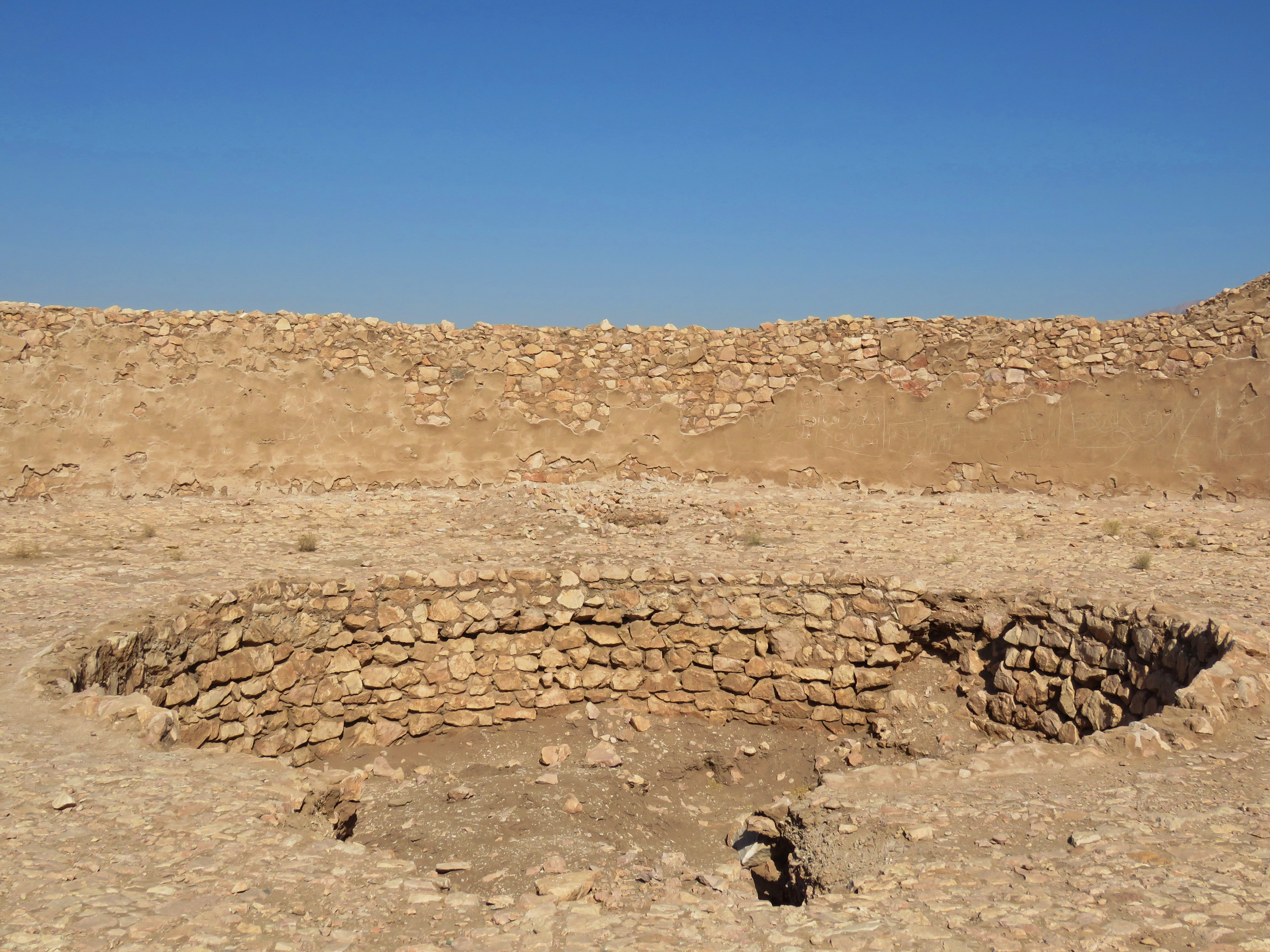
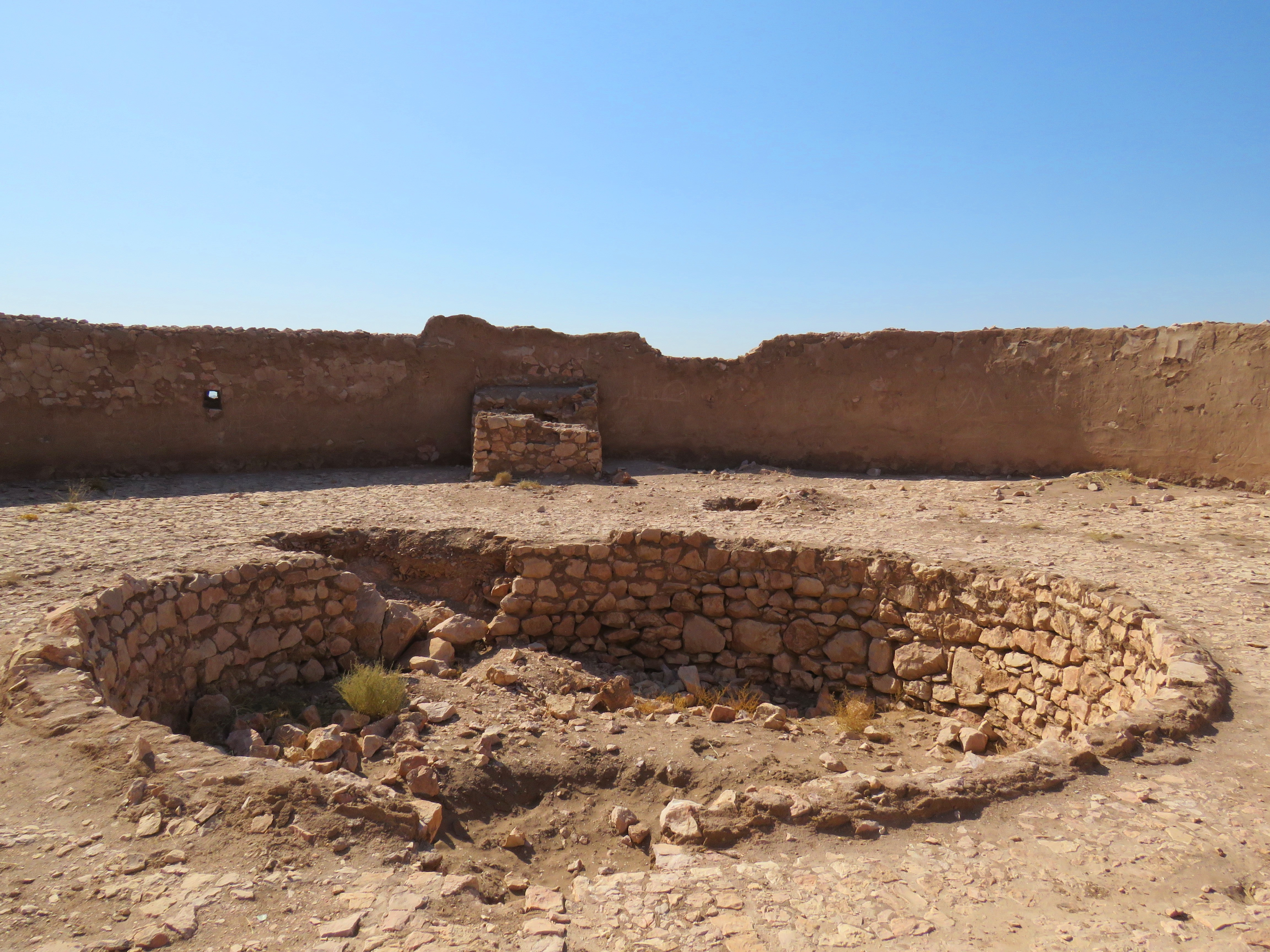
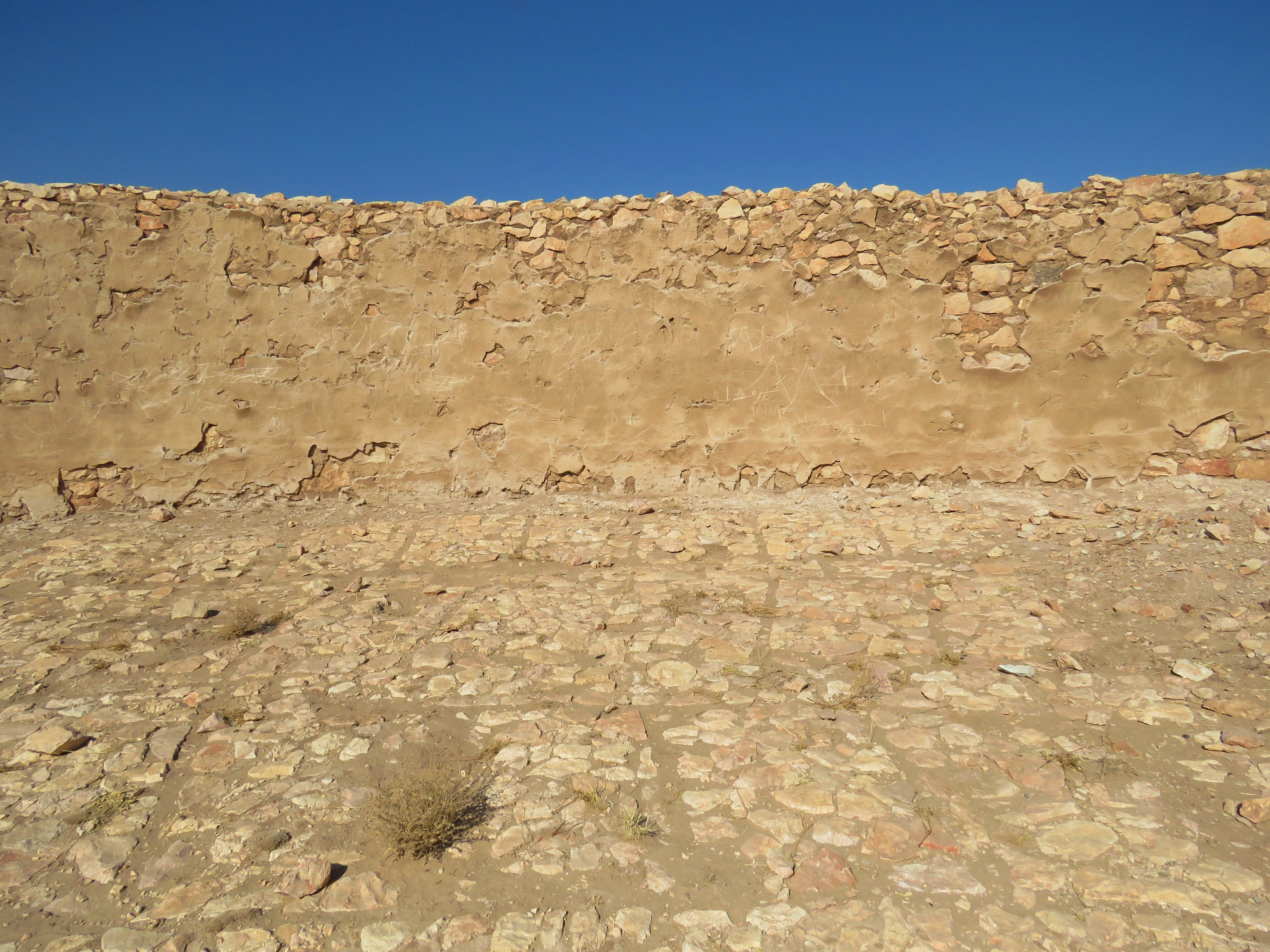
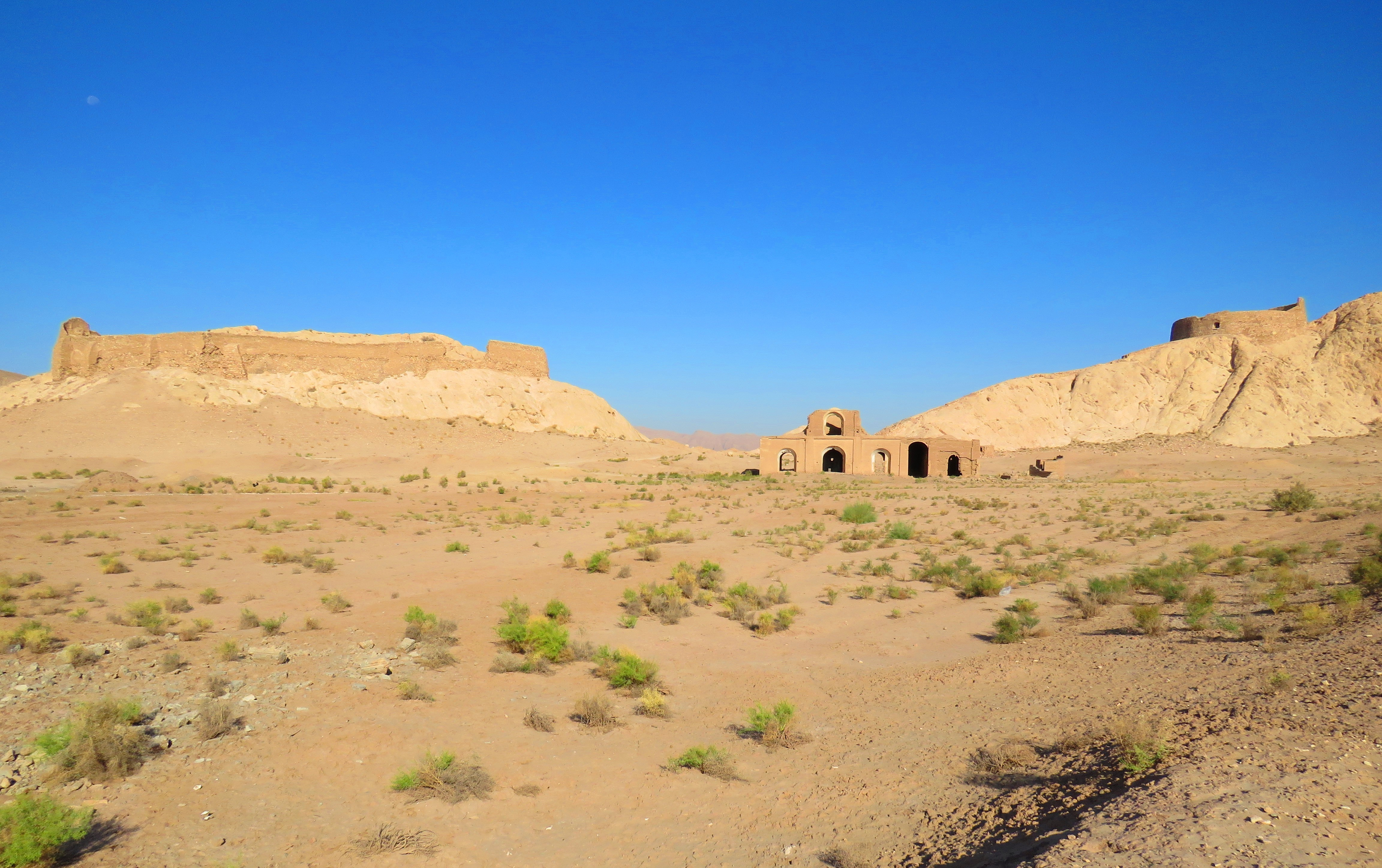
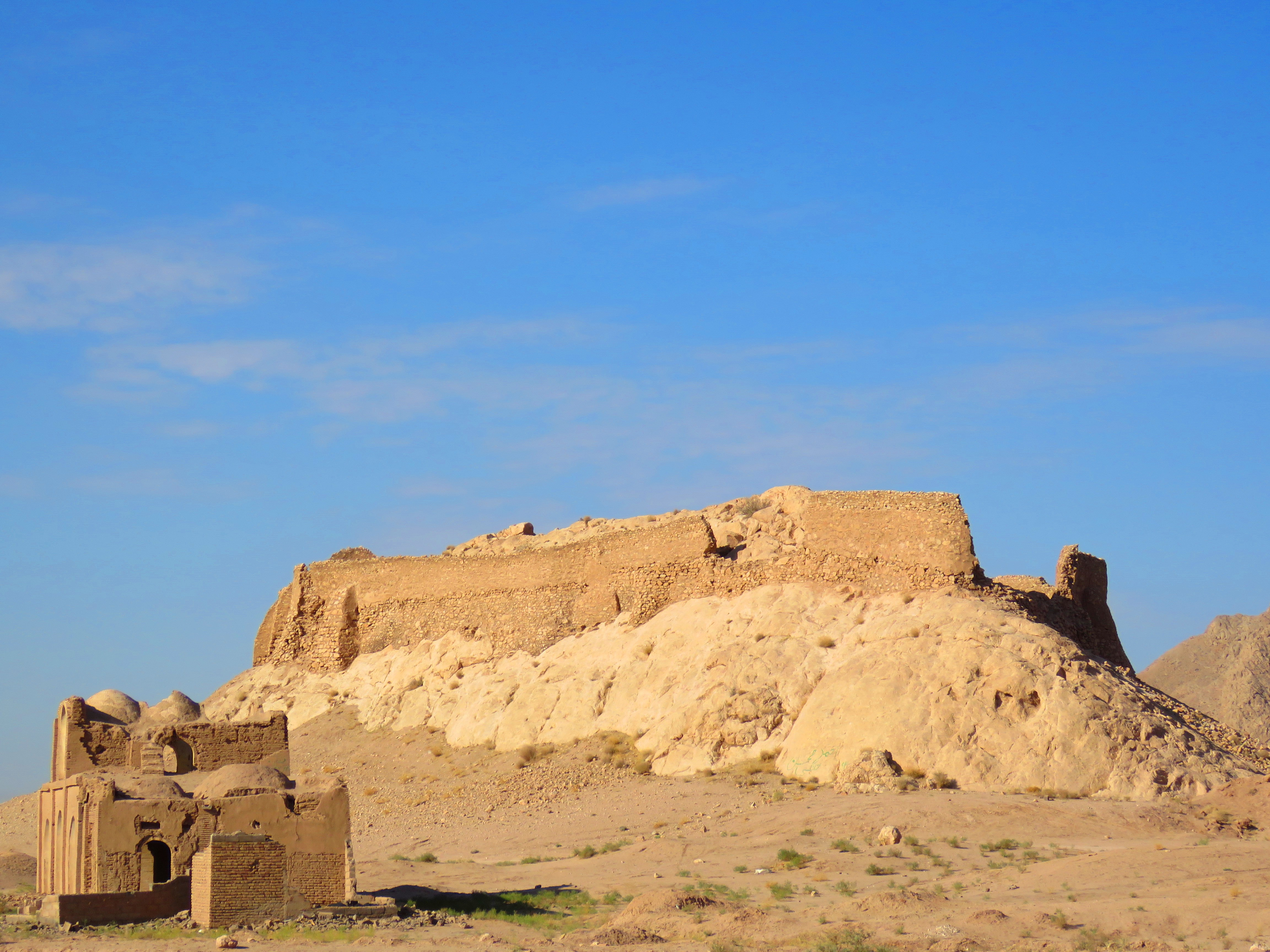
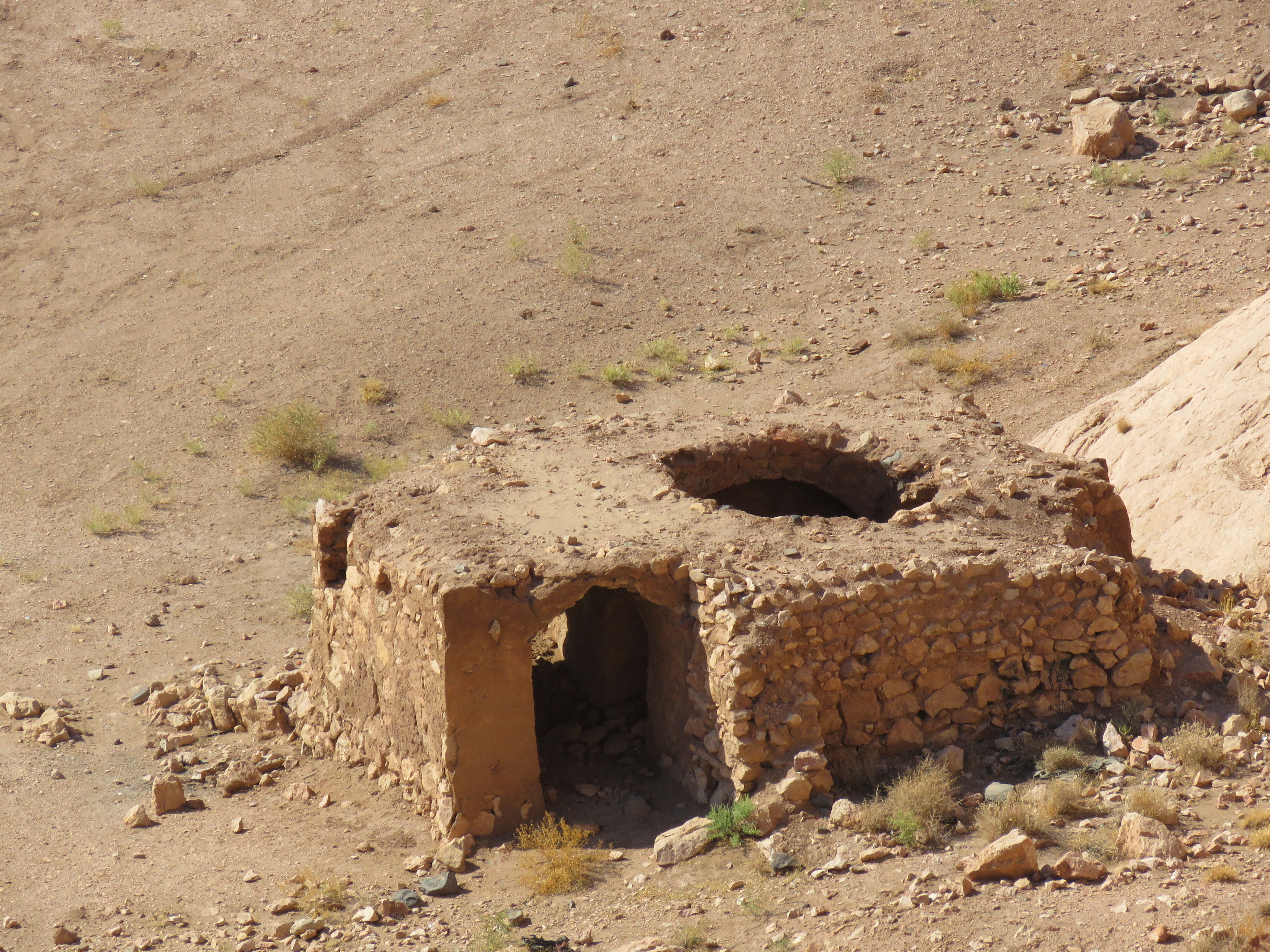
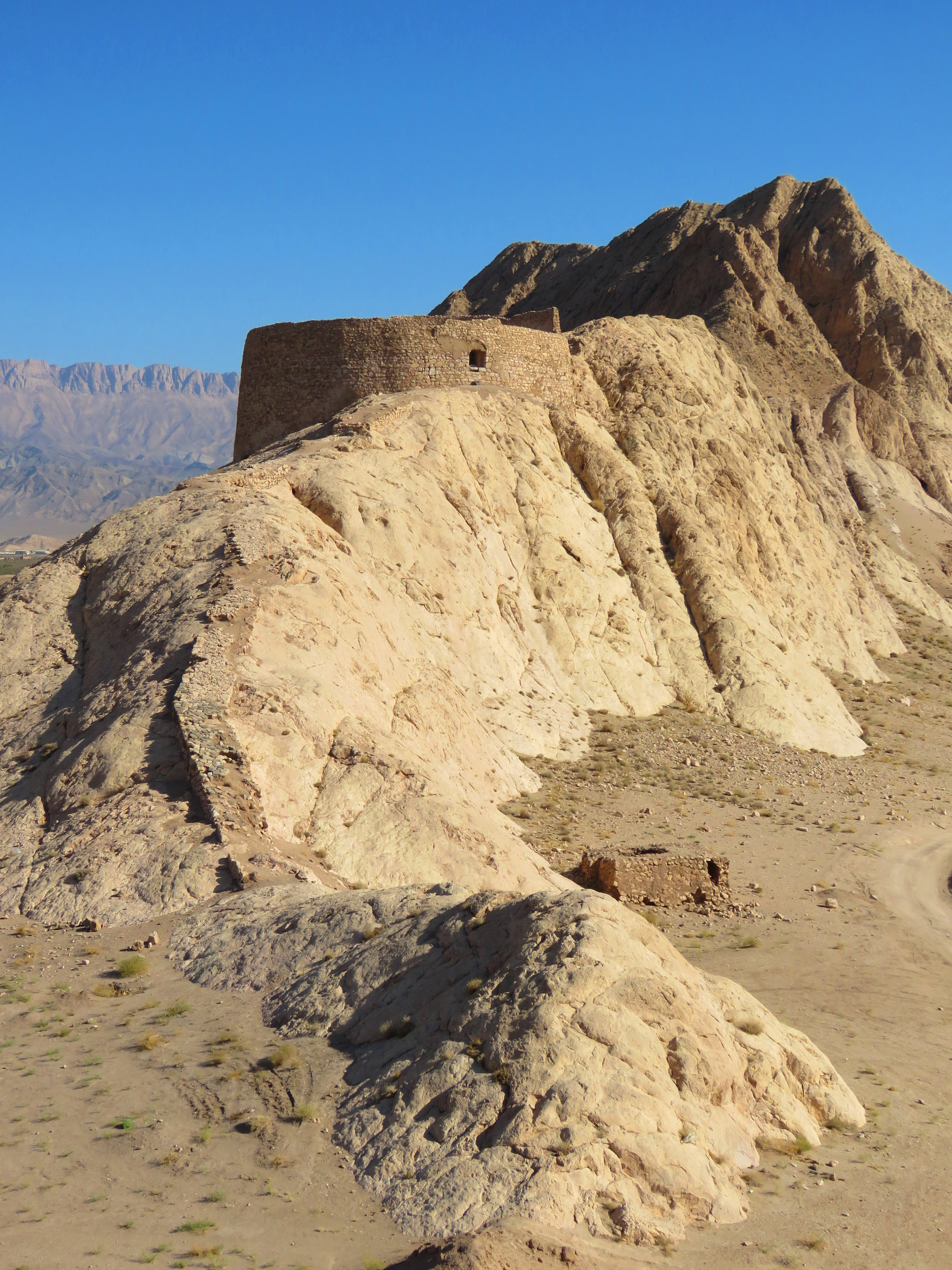
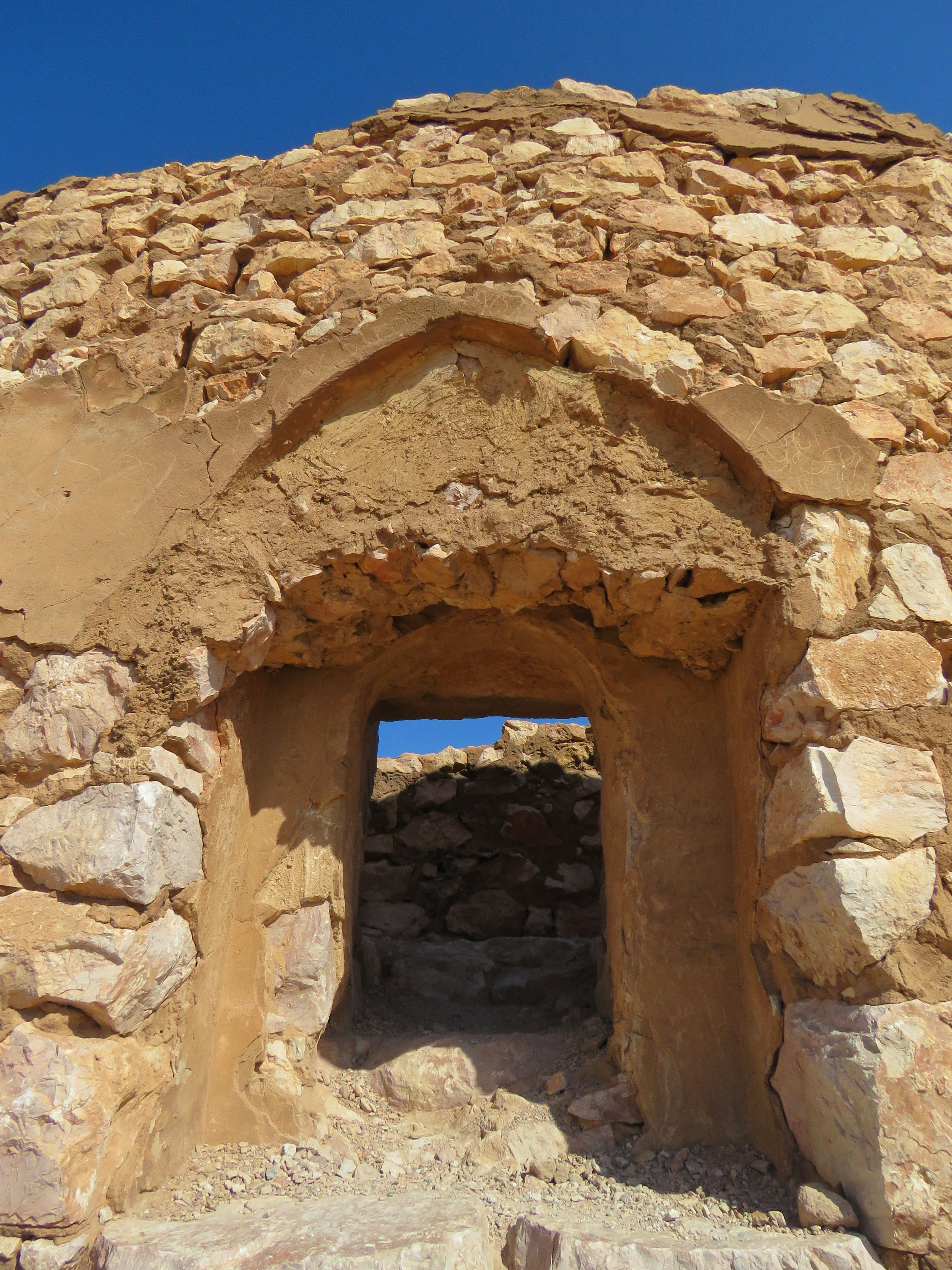
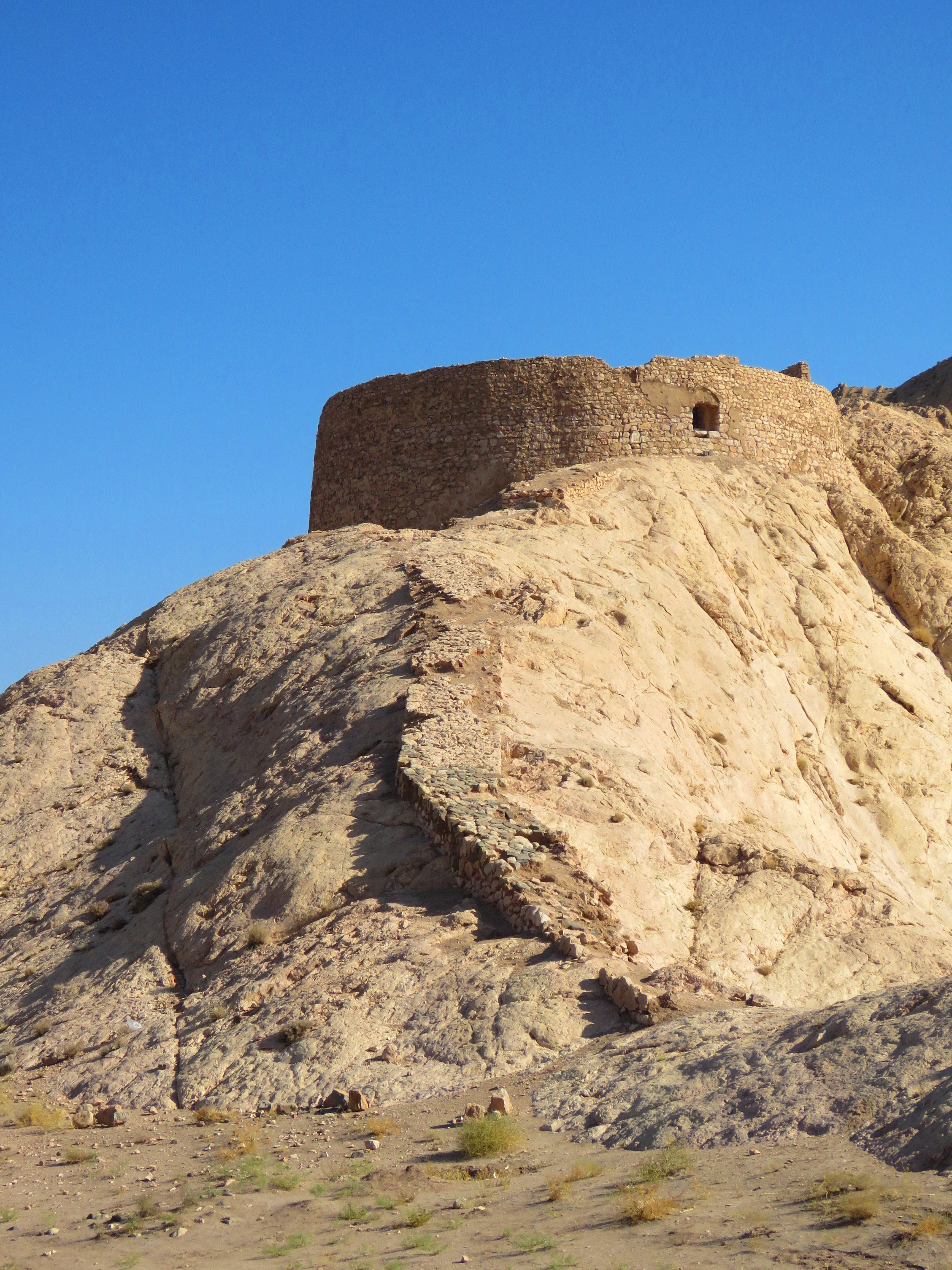
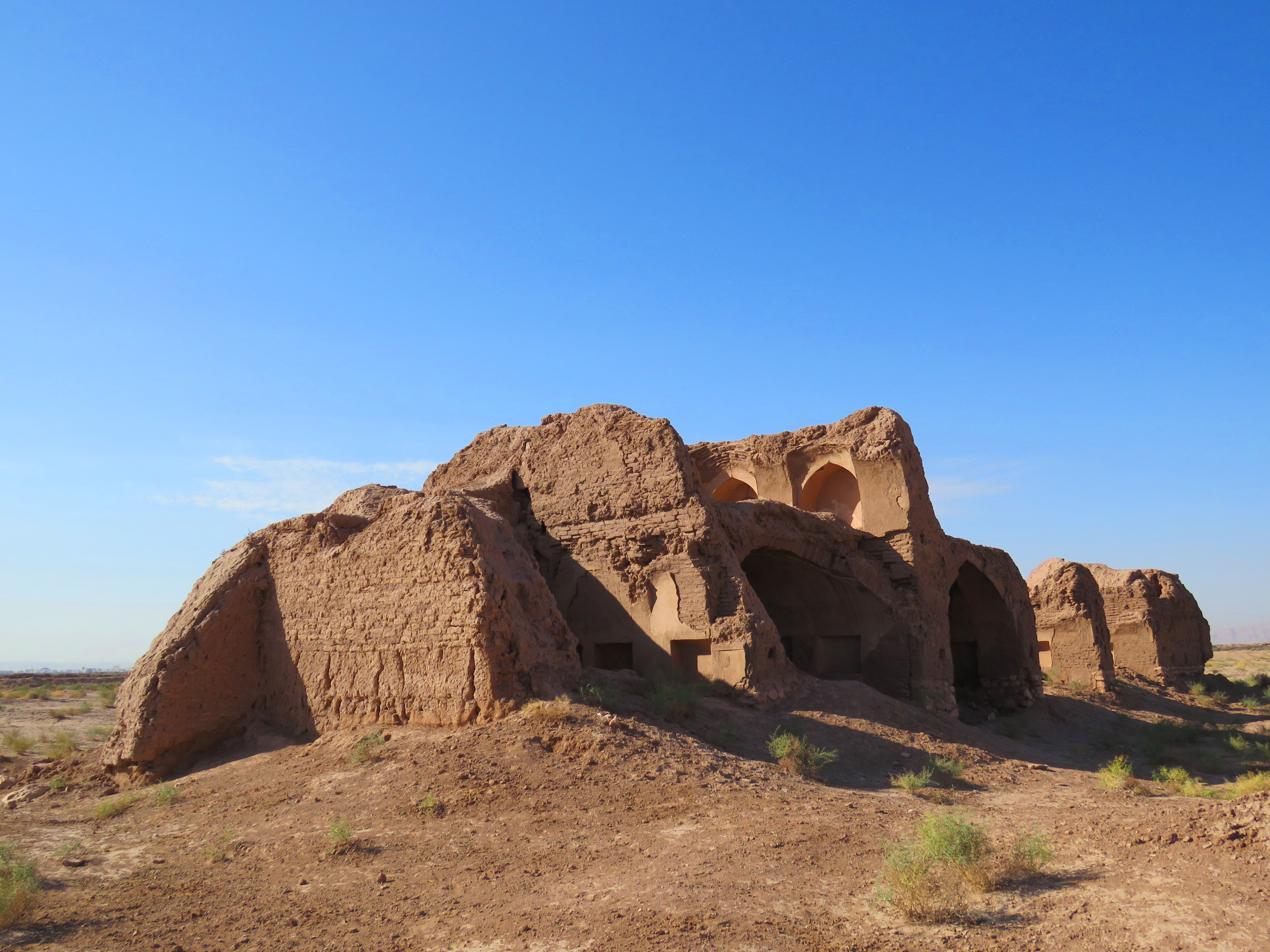
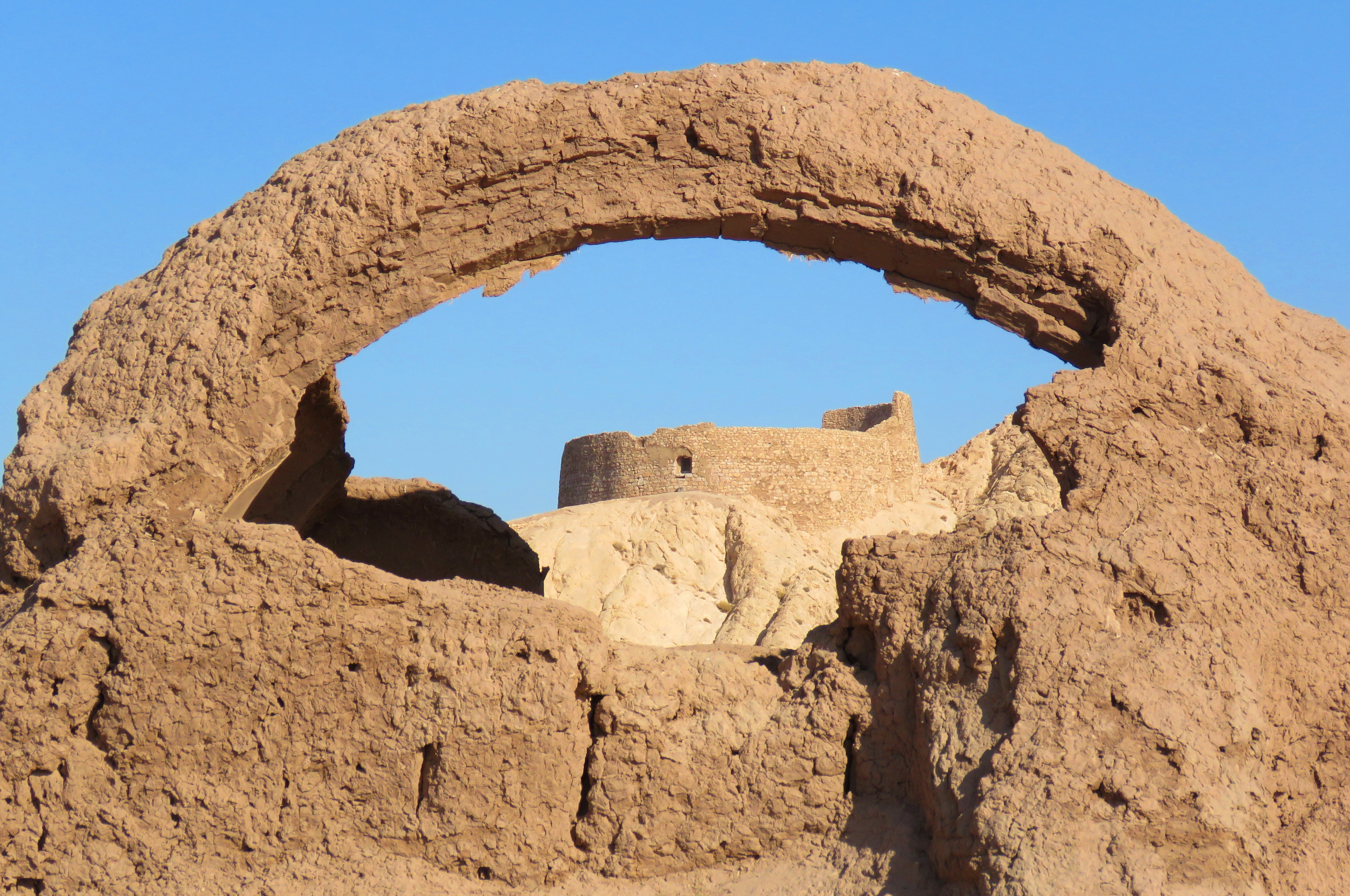
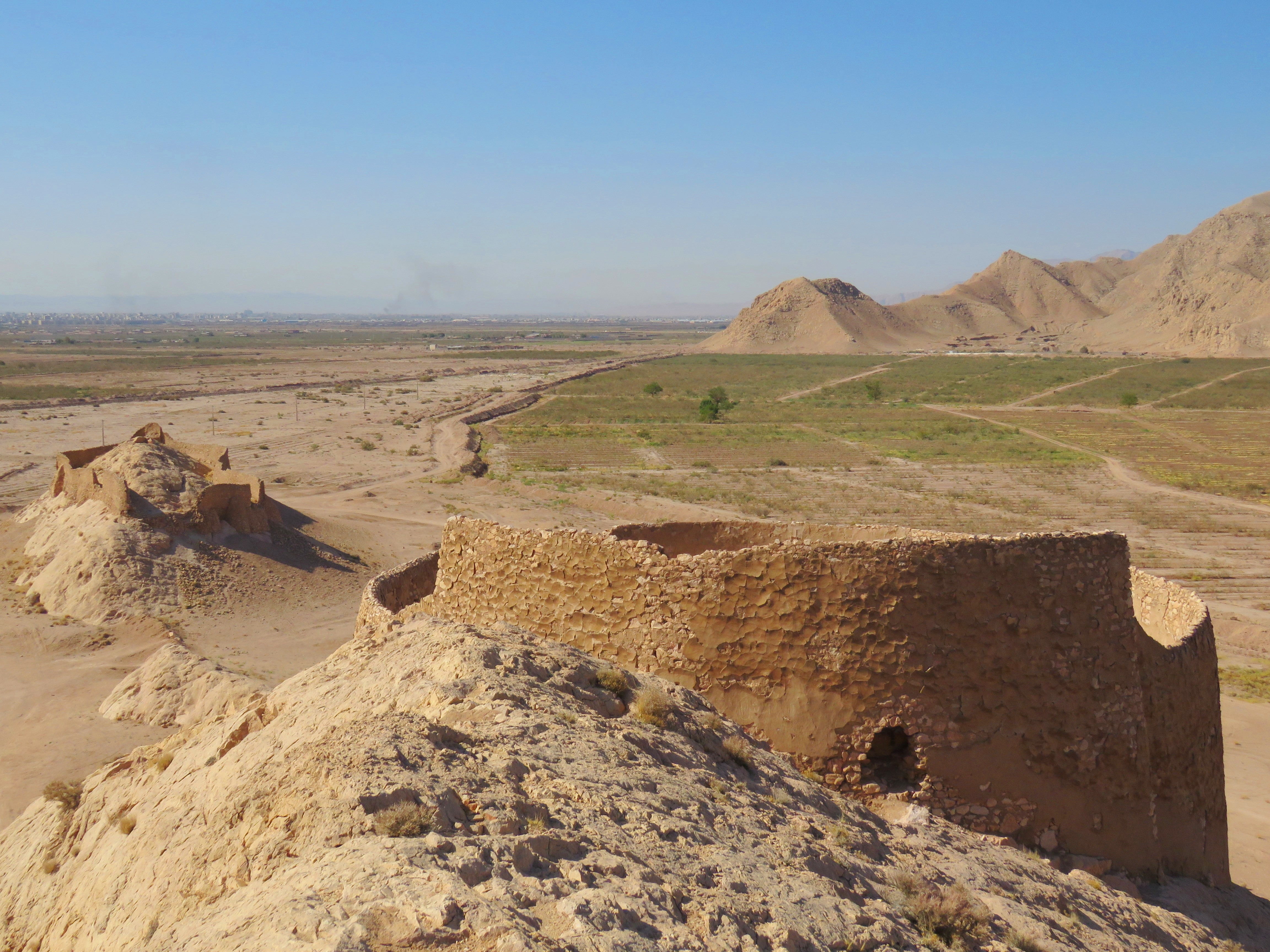